# NGC 6983
NGC 6983 (również PGC 65759) – galaktyka spiralna (Sab), znajdująca się w gwiazdozbiorze Mikroskopu. Odkrył ją John Herschel 2 września 1836 roku.